# Bleke oesterzwam
De bleke oesterzwam (Pleurotus pulmonarius) is een schimmel in de familie  Pleurotaceae. Hij doet erg lijken op de gewone oesterzwam (Pleurotus ostreatus). Hij komt voor op levende en dode stammen, stronken en takken van loofbomen (beuk, wilg) in bossen en parken op voedselrijke grond. Hij is vooral te vinden in wilgengrienden.
Hij komt eerder voor in het seizoen dan de veel algemener voorkomende gewone oesterzwam en heeft een lichter gekleurde hoed (soms ook gelige kleur) en een dunnere en gladdere hoedhuid.

## Kenmerken

### Uiterlijke kenmerken
Hoed
De hoed heeft een diameter van 5 tot 20+ cm. Vruchtlichamen worden geler naarmate ze ouder worden. De rand van de hoed is opgerold. Met KOH op de hoed kleurt hij oranjeachtig.
Lamellen
De lamellen zijn aflopend en witachtig of licht crème. Ze worden geel als ze drogen.
Steel
De steel is indien aanwezig, kort en excentrisch geplaatst. Hij heeft een conische vorm (het is dunner aan de basis). Glad, witachtig oppervlak, vilt aan de basis.
Geur en smaak
De geur is zwak, melig of naar anijs. De paddenstoel heeft een milde smaak.
Sporenprint
De sporenprint is wit tot geelachtig tot lavendelgrijs.

### Microscopische kenmerken
De sporen glad, cilindrisch-ellipsoïde, min of meer cilindrisch, inamyloïde, hyaliene in KOH en meten 8-11 × 3-4,5 µm. De pileipellis is een cutis van elementen 5–10 µm breed, glad, hyaliene in KOH.

## Habitat
De bleke oesterzwam groeit het meest op beukenstammen en takken, ook op eiken en andere loofbomen. De vruchtlichamen groeien meestal in talrijke bosjes, maar er worden ook enkele exemplaren gevonden. Hij produceert vruchtlichamen van juni tot oktober. Hij komt zowel op dood hout als op levende bomen voor.

## Verspreiding
Pleurotus pulmonarius is wijdverbreid in gematigde en subtropische bossen over de hele wereld. Hij komt voor op alle continenten behalve Antarctica en Afrika. In het oosten van de Verenigde Staten wordt deze soort over het algemeen gevonden op loofhout, terwijl hij in het westen vaak wordt aangetroffen op coniferen. 
In Nederland komt hij algemeen voor. Hij is niet bedreigd en staat niet op de rode lijst.

## Foto's

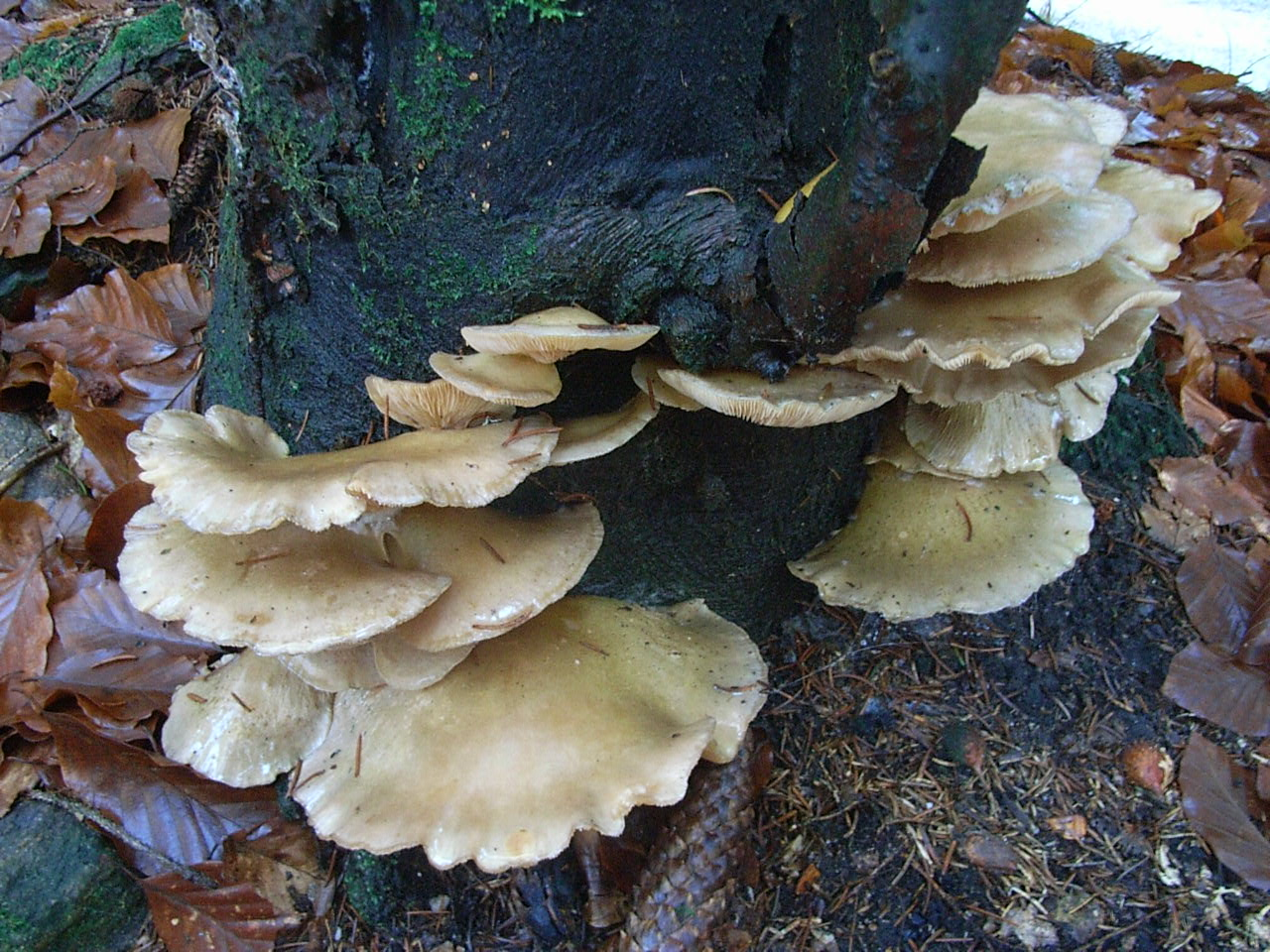
Hoedoppervlak ouder exemplaar
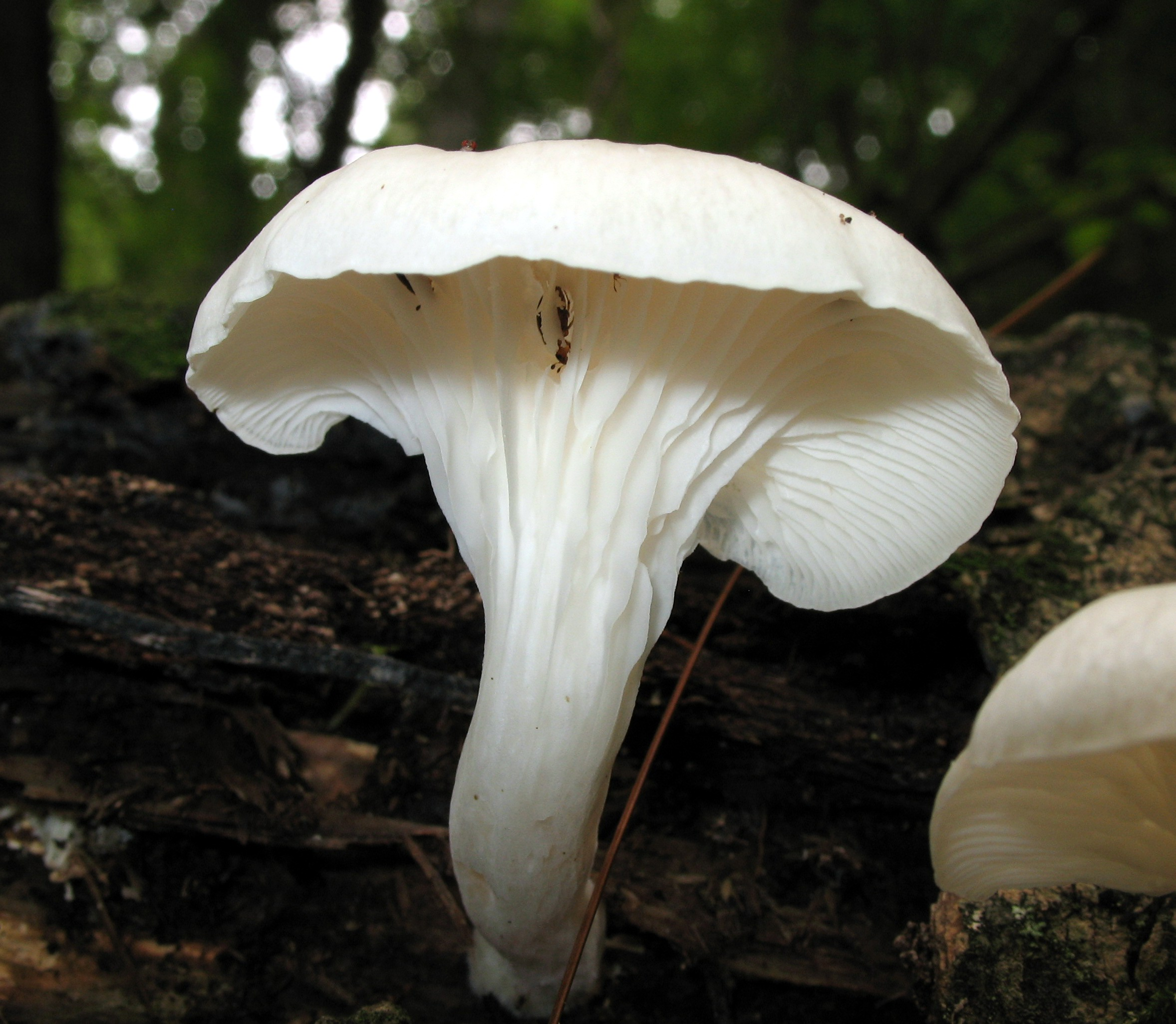
Jong vruchtlichaam